# لغات إيطاليا
اللغة الرئيسية في إيطاليا هي الإيطالية وهي سليلة اللهجة التوسكانية وحفيدة اللاتينية (حوالي 75 ٪ من الكلمات الإيطالية من أصل لاتيني)، لكن يتحدث ببعض اللغات الإقليمية بدرجات متفاوتة. يتحدث أيضاً بلغات أخرى غير محلية بسبب الهجرة.